# Vittorio Meneghini
Vittorio Meneghini (Foligno, 11 giugno 1900 – Lero, 17 novembre 1943) è stato un militare italiano, capitano di fregata della Regia Marina, Medaglia d'oro al valor militare alla memoria.

## Biografia
Nella seconda guerra mondiale, riveste prima il ruolo di comandante di sommergibile (prima sull'H 1 poi sul Foca e sul Pietro Micca, tutti sommergibili posamine) e successivamente come capitano di fregata è al comando del cacciatorpediniere Euro (dal 25 febbraio 1943), dopo l'Armistizio di Cassibile, si trova di base nell'isola di Lero. Dopo aver contribuito con la sua nave alla difesa dell'isola, decide di mandarla a fondo nella baia di Parteni e continuare a combattere contro i tedeschi sulla terraferma. La battaglia fu infine vinta dalle forze tedesche il 16 novembre: il giorno dopo Meneghini fu fucilato.

## Onorificenze
Capitano di Fregata M.M. Comandante del cacciatorpediniere Euro